# Otakar Mašek
Otakar Mašek (* im 20. Jahrhundert) ist ein tschechischer Illustrator, Fotograf oder Sachbuchautor.
Mašek befasst sich in seinen Werken mit den Biografien von Tennisspielern (u. a Věra Suková), mit Hockey und den Olympischen Spielen.